# Andronik I Komnen
Andronik I Komnen (gr. Ανδρόνικος Α’ Κομνηνός, Andronikos I Komnēnos) (ur. ok. 1123, zm. 12 września 1185 w Konstantynopolu) – cesarz bizantyjski od 1183.
Był bratankiem cesarza Jana II, synem jego młodszego brata, sebastokratora Izaaka Komnena i gruzińskiej księżniczki Katy. Ze strony matki był prawdopodobnie wnukiem księcia halickiego Wołodara.

## Wczesne lata
Za panowania swojego stryjecznego brata, cesarza Manuela I, Andronik uczestniczył w wyprawach wojennych i pełnił misje wojskowe w różnych prowincjach cesarstwa. W 1141 uczestniczył w wojnie z anatolijskimi Seldżukami, ale został wzięty do niewoli, w której przebywał około roku. Po powrocie do Konstantynopola, został serdecznie przyjęty na dworze Manuela i dzięki swojej inteligencji i urokowi osobistemu został jego faworytem. 
W 1152 został namiestnikiem w Cylicji, a w 1153 został mianowany duksem Niszu i Braniczewa (lub Belgradu i Braniczewa). Wdał się wówczas w spisek z królem węgierskim Gezą II. Za cenę zarządzanych ziem, król Geza miał pomóc Andronikowi w zdobyciu tronu bizantyjskiego. W 1154 lub 1155 spisek został wykryty, a Andronika uwięziono w Konstantynopolu, gdzie przebywał około 12 lat.

## Wygnanie
W 1164 lub 1165 Andronik zbiegł i znalazł schronienie w Haliczu, na dworze księcia Jarosława II Ośmiomysła, prawdopodobnie swojego brata ciotecznego. Jarosław wspierał dążenia Andronika do władzy w Bizancjum, zapewnił mu środki materialne oraz wprowadził w sprawy wewnętrzne księstwa halickiego. 

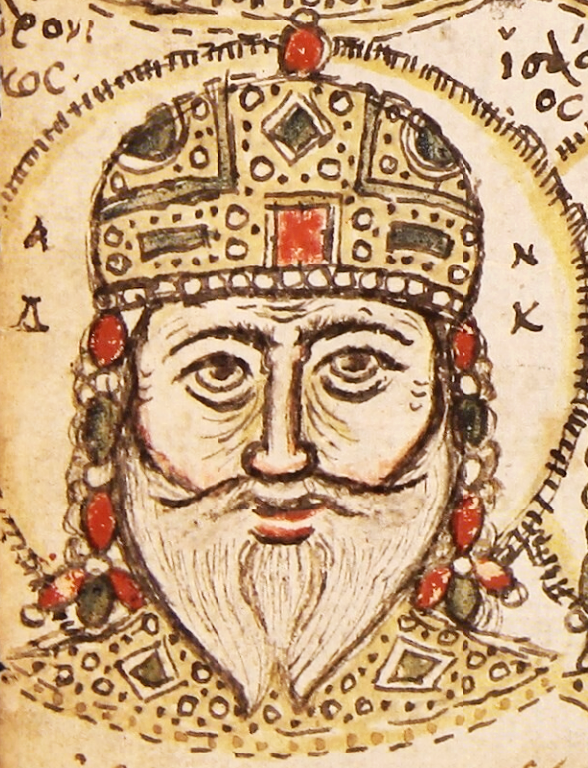
Miniatura przedstawiająca Andronika I z XV-wiecznego kodeksu (Codex Mutinensis graecus 122) zawierającego kopię Skrótu historii autorstwa Jan Zonarasa

Wkrótce jednak cesarz Manuel nakłonił kuzyna do powrotu do stolicy, gdzie powierzył mu dowództwo w kolejnej wojnie z Węgrami. W 1165 lub 1166 Andronik wyróżnił się w walkach o Zemun jako konstruktor machin oblężniczych i przyczynił się do wyparcia Węgrów. Po sukcesie militarnym w bitwie pod Sirmium został wysłany do Cylicji i Armenii jako naczelny dowódca wojskowy, przede wszystkim dla oddalenia od dworu cesarskiego. Nie odnosił już większych sukcesów, ale swoimi przygodami miłosnymi po raz kolejny zepsuł swoje relacje z cesarzem. 
Andronik, zawsze cieszący się ogromnym powodzeniem u kobiet, przebywając na dworze Antiochii uwiódł Filippę, siostrę cesarzowej Marii, żony Manuela. Uciekając przed gniewem cesarza zbiegł na dwór króla Jerozolimy, Amalryka I, który oczarowany Andronikiem nadał mu seniorat Bejrutu. Wkrótce wdał się w kolejny romans, tym razem z Teodorą Komneną, bratanicą Manuela, wdową po królu Jerozolimy Baldwinie III. Królowa-wdowa przeniosła się do Bejrutu i zamieszkała z Andronikiem. Gdy cesarz dowiedział się o tym, wpadł we wściekłość i zdecydował się pojmać i oślepić kuzyna. Kochankowie uciekli do Damaszku, gdzie przyjął ich życzliwie władca Syrii, Nur ad-Din. Następnie przebywali w Bagdadzie, na Kaukazie i Sułtanacie Rum. Tam nawet nadano Andronikowi zamek w Paflagonii, blisko bizantyjskiej granicy, gdzie zajmował się rozbójnictwem. Gdy ok. 1178 Teodora wraz z dziećmi została pojmana przez namiestnika Trebizondy, Andronik pojawił się na dworze w Konstantynopolu, wybłagał u swojego kuzyna przebaczenie i możliwość powrotu do Paflagonii.

## Cesarz

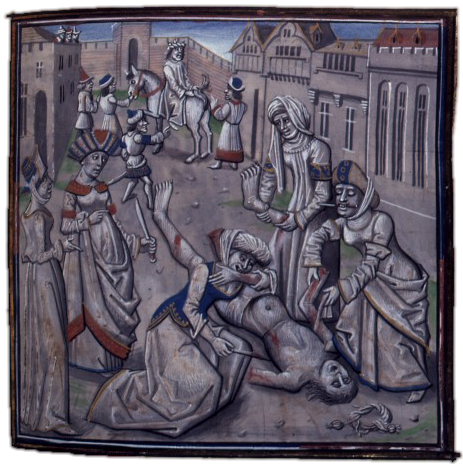
Śmierć Andronika I Komnena

Po śmierci cesarza Manuela (24 września 1180) cesarzem został jego małoletni syn, Aleksy II. Wkrótce, ambitny Andronik stanął na czele opozycji antyłacińskiej i na wiosnę 1182 wyruszył na Konstantynopol. Tymczasem w stolicy doszło do przewrotu – obalono regencję cesarzowej Marii i jej kochanka, protosebastosa Aleksego, a ludność Konstantynopola dokonała okrutnej masakry wszystkich łacinników w mieście, niszcząc także łacińskie kościoły i szpitale. W maju, entuzjastycznie witany, Andronik wkroczył do miasta i ogłosił się opiekunem młodego cesarza.
Zaskakująca jest brutalność i bezwzględność, z jaką postępował od tej pory Andronik, pozbywając się wszystkich stojących na jego drodze do tronu. Najpierw otruł córkę Manuela z mężem, następnie oskarżył o zdradę cesarzową i skazał na śmierć (do własnoręcznego podpisania wyroku zmusił jej syna, Aleksego). Wreszcie, we wrześniu 1183 ogłosił się współwładcą. W dwa miesiące później rozkazał udusić młodego cesarza i został jedynym władcą. Poślubił też wdowę po nim, dwunastoletnią Agnieszkę (Annę) z Francji, córkę króla Ludwika VII.
Mimo ogromu zbrodni, Andronik rozpoczął swe panowanie od szeregu potrzebnych i rozsądnych reform – oczyścił administrację ze skorumpowanych urzędników i wprowadził rygorystyczne oszczędności. Walcząc z nadużyciami wystąpił też przeciwko arystokracji feudalnej, przedstawiając się jako trybun ludowy i opiekun ubogich. Walkę z możnowładcami prowadził jednak w sposób bezwzględny i wkrótce przerodziła się ona w terror. Stopniowo od Andronika odwracali się wszyscy, on z coraz większym okrucieństwem rozprawiał się z opozycją. Masowe egzekucje osłabiły także system obronny państwa. Król węgierski Bela III zajął szereg ziem (wkrótce wsparty sojuszem z Serbami), m.in. Belgrad, Nisz i Sofię. Jednocześnie pod przywództwem żupana Stefana Nemanji dokonało się zjednoczenie ziem serbskich i od 1183 połączone wojska serbsko-węgierskie pustoszyły zachodnie ziemie cesarstwa.
Przeciwko rządom Andronika występowali także inni członkowie rodziny Komnenów. Jeden z nich, Izaak, ogłosił się cesarzem na Cyprze i uniezależnił od Bizancjum, inny schronił się na dworze sycylijskim w Palermo i wzywał do zbrojnej interwencji przeciwko Andronikowi. W 1185 Normanowie najechali ziemie cesarstwa, zdobywając Dracz i Tesalonikę, gdzie dokonali krwawej zemsty za pogrom łacinników. 

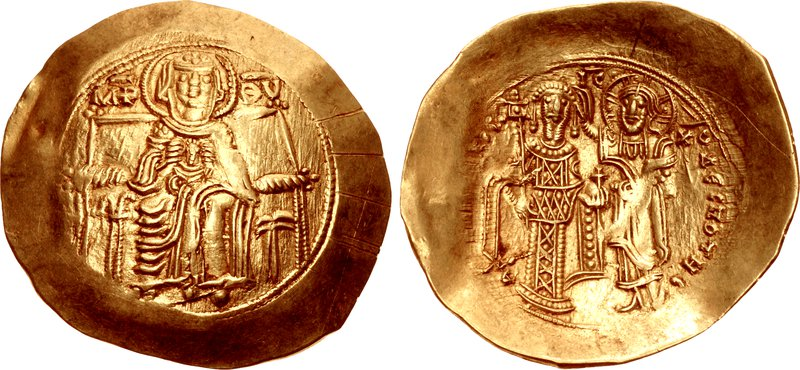
Hyperpyron cesarza Andronika I Komnena. Lewa fotografia przedstawia Matkę Boską, a prawa Jezusa koronującego Andronika.

Otwarty bunt przeciw niepopularnemu już cesarzowi wybuchł, gdy próbował aresztować swojego kuzyna, jednego z rzekomych przywódców opozycji, Izaaka Angelosa. Izaak wyrwawszy się, zdołał uciec do kościoła Hagia Sophia i zaapelować o pomoc. Wkrótce został obwołany basileusem, a powstanie objęło cały Konstantynopol. Andronik próbował uciekać łodzią na drugą stronę Bosforu, ale został pojmany i sprowadzony do stolicy. Ucięto mu rękę i wtrącono do więzienia, po kilku dniach oślepiono i wydano tłumowi, który zamęczył go w najbardziej bestialski sposób na hipodromie.
Andronik był ostatnim cesarzem Bizancjum z dynastii Komnenów, ale jego wnukowie: Aleksy i Dawid, założyli Cesarstwo Trebizondy w 1204, gdzie rządzili jako Wielcy Komnenowie.

## Rodzina
Andronik I Komnen był żonaty dwukrotnie. Z pierwszą żoną, nieznanego imienia, miał przynajmniej trójkę dzieci:
- Manuel Komnen (ur. 1145), poślubił gruzińską księżniczkę Rusudan i miał z nią synów, Aleksego i Dawida, późniejszych założycieli Cesarstwa Trebizondy.
- Jan Komnen (1159–1185), współwładca ojca, zamordowany w Tracji przez wojsko po śmierci Andronika.
- Maria Komnena, poślubiła Teodora Synadenosa.

Z drugą żoną, małoletnią Agnieszką (Anną), nie doczekał się potomstwa.
Spośród wielu kochanek, Teodora Komnena dała mu przynajmniej dwoje dzieci:
- Aleksy Komnen
- Irena Komnena, poślubiła Aleksego Komnena, nieślubnego syna cesarza Manuela I.